# Margherita fra i tre
Margherita fra i tre è un film del 1942 diretto da Ivo Perilli.

## Trama
Margherita e Paolo sono innamorati ma il ragazzo si trova sotto la tutela di tre zii tutti scapoli e avversi al matrimonio. Paolo non ha quindi il coraggio di chiedere il loro permesso. 
Sarà Margherita che, con i giusti camuffamenti, si presenta in maniera diversa ai tre ottenendo altrettante richieste di matrimonio.
Con questo risultato ha quindi infranto i preconcetti dei tre e può finalmente sposarsi con Paolo.

## Produzione
Prodotto dalla REALCINE, il film è tratto dalla commedia di Fritz Schwiefert, e girato negli Stabilimenti F.E.R.T. di Torino, con l'organizzazione generale di Dino De Laurentiis, per uscire nelle sale nel giugno 1942.